# Bogue Chitto
Bogue Chitto é uma Região censo-designada localizada no estado americano de Mississippi, no Condado de Kemper e Condado de Neshoba.

## Demografia
Segundo o censo americano de 2000, a sua população era de 533 habitantes.

## Geografia
De acordo com o United States Census Bureau tem uma área de 
16,4 km², dos quais 16,3 km² cobertos por terra e 0,1 km² cobertos por água.

## Localidades na vizinhança
O diagrama seguinte representa as localidades num raio de 32 km ao redor de Bogue Chitto. 